# Public Utility Building
Le Public Utility Building appelé aussi Subhas Chandra Bose Tower est un gratte-ciel de 106 mètres de hauteur construit en 1973 à Bangalore dans le sud de l'Inde.
Il abrite des bureaux et des commerces sur 25 étages.
C'est le plus ancien gratte-ciel de Bangalore et l'un des plus anciens de l'Inde.
L'architecte est Atul Sharma